# Rock (mini-série)
Pour les articles homonymes, voir Rock (homonymie).
Rock est une mini-série québécoise en cinq épisodes de 47 minutes diffusée entre le 18 février et le 17 mars 1988 à la Télévision de Radio-Canada.

## Synopsis
Profondément blessé par le départ de son père, Rock s'enfuit des Escoumins et se retrouve à Montréal. Sans ressources, il est vite piégé par un monde de petits truands et cède à la drogue, à la prostitution et à la délinquance. Reclus au centre d'accueil dont il veut d'abord s'échapper, replié sur lui-même, ce n'est que très lentement qu'il se laisse apprivoiser par Jennifer, une tante lointaine mais bienveillante qui l'accueille au sein de sa famille. Rock y rencontre Max, un musicien qui devient son confident et son idole. Il se met aux études et à la musique. Mais il tente de renouer avec le milieu de la délinquance, pour en être finalement rejeté. Il retourne enfin aux Escoumins et, acceptant désormais sa famille telle qu'elle est, établit petit à petit une douce complicité avec sa mère Fermer.

## Distribution
- Patrick Labbé : Rock Dubrowski
- Muriel Dutil : Margot Dubrowski
- Louise Laparé : Jennifer Auger
- Pierre Flynn : Max
- Yvon Roy : André Michaud
- Jean-Pierre Matte : Eddy Lafrance
- Gilles Renaud : Philippe Auger
- Éric Gaudry : Réal
- Sophie Léger : Maria
- Mario Légaré : Cooper
- Michelle Léger : Esther Déry
- Stephen Macramella : Frank
- Michel Mongeau : Vincent
- Richard Perotte : Mike
- Rémy Poirier : Alex Auger

## Fiche technique
- Scénarisation : Monique Messier
- Réalisation : Jean Lepage
- Société de production : Productions SDA

## Récompenses
- Prix Gémeaux : Meilleure mini-série 1988